# Kaduo
Le kaduo (ou khatu, gazhuo) est une langue tibéto-birmane parlée en Chine, dans le Yunnan, par environ 180 000 Kaduo, que les Chinois appellent Gazhuo. Quelques milliers de Kaduo vivent au Nord du Laos.

## Classification interne
Le kaduo appartient au groupe des langues burmiques à l'intérieur de la famille des langues tibéto-birmanes

## Phonologie
Les tableaux présentent les phonèmes vocaliques et consonantiques de la variété de kaduo parlée en Chine, à Tonghai, dans le Yunnan.

### Voyelles
|         | Antérieure | Centrale | Postérieure |
| ------- | ---------- | -------- | ----------- |
| Fermée  | i [i]      |          | v [-] ɯ [ɯ] |
| Moyenne |            | ɤ [ɤ]    | o [o]       |
| Ouverte | ɛ [ɛ]      | a [a]    |             |

### Consonnes
|               |               | Bilabiales | Alvéolaires | Alvéolaires | Postalv.  | Vélaires |
| ------------- | ------------- | ---------- | ----------- | ----------- | --------- | -------- |
| Centrales     | Latérales     | Bilabiales |             |             | Postalv.  | Vélaires |
| Occlusives    | Sourde        | p [p]      | t [t]       |             |           | k [k]    |
| Occlusives    | Aspirées      | ph [pʰ]    | th [tʰ]     |             |           | kh [kʰ]  |
| Fricatives    | sourdes       | f [f]      | s [s]       |             | ɕ [ɕ]     | x [ x]   |
| Fricatives    | Sonore        | v [v]      | z [z]       |             |           | ɣ [ɣ]    |
| Affriquées    | Sourdes       |            | ts [t͡s]     |             | tɕ [t͡ɕ]   |          |
| Affriquées    | Aspirées      |            | tsh [t͡sʰ]   |             | tɕh [t͡ɕʰ] |          |
| Liquides      | Liquides      |            |             | l [l]       |           |          |
| Nasales       | Nasales       | m [m]      | n [n]       |             | ɳ [ɳ]     | ŋ [ŋ]    |
| Semi-voyelles | Semi-voyelles | w [w]      |             |             | j [ j]    |          |

### Une langue tonale
Le kaduo est une langue tonale qui possède huit tons différents.
| Ton | Valeur | Exemple | Traduction |
| --- | ------ | ------- | ---------- |
| 1   | 55     |         |            |
| 2   | 44     |         |            |
| 3   | 33     |         |            |
| 4   | 35     |         |            |
| 5   | 24     |         |            |
| 6   | 323    |         |            |
| 7   | 53     |         |            |
| 8   | 31     |         |            |